# Pikunda-Munda-Horizont
Der Pikunda-Munda-Horizont war eine vorgeschichtliche Kultur in Zentralafrika (Republik Kongo und Demokratische Republik Kongo).
Die Kultur ist hauptsächlich nur von zwei Stichgrabungen in Pikunda am Sangha und Munda am Likouala-aux-Herbes bekannt und nach diesen Orten benannt. Die dortigen Ausgrabungen fanden 1987 statt.
Der Pikunda-Munda-Horizont ist vor allem durch die Keramik gekennzeichnet, bei der es sich meist um Schalen mit einem hohen Rand handelt. Daneben gibt es auch einige geschlossene Formen, die eventuell etwas später innerhalb der Kultur anzusetzen sind. Die Keramik ist in der Regel mit geometrischen Bandmustern verziert. Die Dekoration ist eingeritzt.
Über die Wirtschaftsgrundlage dieser Kultur ist kaum etwas bekannt. Eisen wurde jedoch schon verarbeitet. Radiokohlenstoffdatierungen deuten eine Datierung um Christi Geburt an.